# 梅勒伊
梅勒伊（法語：Meyreuil，法語發音：[meʁœj]）是法国罗讷河口省的一个市镇，位于该省东部，属于普罗旺斯地区艾克斯区。

## 地理
梅勒伊（43°29'10"N, 5°29'44"E）面积20.13 平方千米，位于法国普罗旺斯-阿尔卑斯-蓝色海岸大区罗讷河口省，该省份为法国东南部沿海省份，北起沃克吕兹省，西接加尔省，南濒地中海，东临瓦尔省。
与梅勒伊接壤的市镇（或旧市镇、城区）包括：普罗旺斯地区艾克斯、博尔克伊、勒鲁日新堡、菲沃、加尔达讷、勒托洛内。

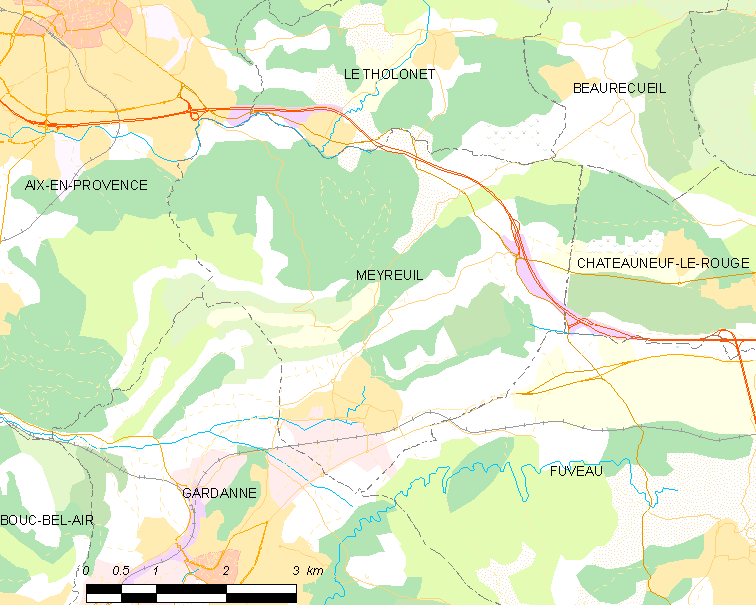
梅勒伊的OSM定位图

梅勒伊的时区为UTC+01:00、UTC+02:00（夏令时）。

## 行政
梅勒伊的邮政编码为13590，INSEE市镇编码为13060。

## 政治
梅勒伊所属的省级选区为特雷茨县。

## 人口

1962-2008年间梅勒伊人口变化图示

梅勒伊于2022年1月1日时的人口数量为6341人。